# Genes, Brain and Behavior
Genes, Brain and Behavior (svenska: Gener, Hjärna och Beteende) är en fackvetenskaplig tidskrift för granskning inom beteendemässiga, neurologiska och psykiatriska genetik.
Enligt Journal Citation Reports, den 2010 impaktfaktor av denna tidskrift var 4,061. Det grundare chefredaktör är Wim Crusio (Centre national de la recherche scientifique och University of Bordeaux I, Frankrike). Den nuvarande redaktören är Andrew Holmes (National Institute on Alcohol Abuse and Alcoholism, Bethesda, MD, USA).